# Wonsaponatime
Wonsaponatime è una compilation di John Lennon pubblicata nel 1998.

## Descrizione
Si tratta di una selezione di brani presi dal cofanetto antologico John Lennon Anthology pubblicato parallelamente.

## Tracce
Tutti i brani sono opera di John Lennon, eccetto dove indicato.
1. I'm Losing You – 3:56
2. Working Class Hero – 3:58
3. God – 3:16
4. How Do You Sleep? – 5:00
5. Imagine – 3:05
6. Baby Please Don't Go (Walter Ward) – 4:04
7. Oh My Love (John Lennon/Yoko Ono) – 2:43
8. God Save Oz (John Lennon/Yoko Ono) – 3:20
9. I Found Out – 3:47
10. Woman Is The Nigger Of The World – 5:14
11. A Kiss Is Just A Kiss (Herman Hupfield) – 0:11
12. Be-Bop-A-Lula (Gene Vincent/T. Davis) – 2:40
13. Rip It Up/Reddy Teddy (Blackwell/Marascalo) – 2:26
14. What You Got – 1:14
15. Nobody Loves You When You're Down And Out – 5:02
16. I Don't Wanna Face It – 3:31
17. Real Love – 4:07
18. Only You (Buck Ram/Ande Rand) – 3:24
19. Grow Old With Me – 3:18
20. Sean's In The Sky – 1:22
21. Serve Yourself – 3:47